# Fritz H. Schnitzer
Fritz Heinrich Schnitzer (* 8. September 1875 in Mannheim; † 24. Dezember 1945 in Wedel) war ein deutscher Kaffeegroßhändler mit Sitz in Rotterdam und während des Ersten Weltkriegs als deutscher Geheimdienstoffizier im Einsatz. Während des Ersten Weltkriegs leitete er die Gazette des Ardennes, eine französischsprachige Zeitung, die von der deutschen Militärregierung für Nordfrankreich herausgegeben wurde.

## Leben
Fritz Schnitzer stammte aus einer Kaufmannsfamilie und wählte gleichfalls den Kaufmannsberuf für sich. 1901 gründete er zusammen mit seinem ihm sehr nahestehenden Bruder Ludwig, während des Ersten Weltkriegs als Hauptmann d. R. Nachrichtenoffizier in der Kriegsnachrichtenstelle Antwerpen, einen Kaffeegroßhandel mit Sitz in Rotterdam. Durch Geschäftskontakte verbrachte Fritz Schnitzer viel Zeit in Le Havre, wodurch er gut Französisch sprach. Er erlernte aber auch das Niederländische fließend. Nach seinem Einjährig-Freiwilligen-Dienst 1894/95 rückte er sukzessive schließlich am 20. November 1913 zum Rang als Rittmeister der Reserve im 1. Großherzoglich Hessischen Garde-Dragoner-Regiment Nr. 23 mit Standort in Darmstadt auf. Rittmeister Schnitzer war bereits ca. ab dem Jahr 1900 aus patriotischen Motiven als Informant des deutschen militärischen Geheimdienstes für die Belange von Heer und Flotte im Ausland tätig.
Während des Ersten Weltkriegs war Fritz Schnitzer im militärischen Geheimdienst IIIb im „Großen Hauptquartier“ tätig und leitete hier in der Sektion 6 von 1914 bis 1918 als Herausgeber die Gazette des Ardennes (siehe unten). Nach dem Krieg kehrte er wieder nach Rotterdam zurück, wo er eine Niederländerin heiratete. 1928 zog die Familie nach Den Haag, 1936 nach Hamburg, wo er eine Zweigniederlassung seines Unternehmens gründete. Ab 1941 lebte er wieder in Rotterdam, wo er immer noch mit Kaffee handelte. Während des Zweiten Weltkriegs war er Major der Reserve.

## Leitung derGazette des Ardennes
Schnitzer war überzeugter Monarchist. Für ihn stand fest, dass Deutschland mit dem Ersten Weltkrieg einen berechtigten Verteidigungskrieg gegen eine Welt von Feinden führte. Mit seiner Gazette des Ardennes wollte Schnitzer bewusst den gegnerischen Presselügen entgegenwirken, nur Tatsachen verbreiten und dem französischsprachigen Leser die deutsche Weltsicht vermitteln. Die Zeitung trat im Ton seriös und sachlich auf, kam aber unter Chefredakteur René Prévot den französischen Lesegewohnheiten (Zeitungsformat, Illustrierte Beilagen) ganz bewusst entgegen. In der Gazette des Ardennes kamen in bemerkenswert breitem Umfang auf redaktionellen wie technischem Gebiet (Korrektur, Druck, Verpackung) Franzosen und Belgier zum Einsatz, während die Chefredaktion in der Hand des als Schriftsteller und Journalisten gleichermaßen begabten, französischstämmigen Elsässers Dr. Rene Prevot lag. Die Zeitung fand Verbreitung zuerst in den besetzten Gebieten Frankreichs und Belgiens (Wallonien), in der Schweiz und im neutralen europäischen Ausland bis hin nach Italien und Griechenland. Auf den verschiedensten Wegen (Ballons, Flugzeugabwurf, Einschmuggeln über die Westschweiz) gelangte die Zeitung aber auch nach Frankreich und hatte hier erhebliche innenpolitische Wirkungen, z. B. während des Prozesses gegen die Zeitschrift Le Bonnet rouge 1917 und im Prozess gegen den einstigen französischen Ministerpräsidenten Joseph Caillaux. Zeitweise erhielte sogar fast alle französischen Parlamentsmitglieder die Zeitung über Schweizer Mittelsmänner des deutschen Geheimdienstes zugeschickt. Wegen der rigiden französischen Zensurbestimmungen und der in der Zeitung abgedruckten Familiennachrichten aus den deutsch besetzten Gebieten sowie der ausführlichen Gefangenenlisten französischer Gefangener in deutschen Lagern wurde die Zeitung in Frankreich rege gelesen. Die tägliche Auflage betrug gegen Kriegsende ca. 175 000 Exemplare, wobei sich die Zeitung, sehr ungewöhnlich für ein Propagandablatt, finanziell selbst trug. Die französischen Mitarbeiter der Zeitung wurden nach Kriegsende streng verfolgt und es ergingen langjährige Haftstrafen gegen sie sowie drei Todesurteile, von denen eins zur Vollstreckung kam. Wahrscheinlich deshalb sagten in einem Prozess, der 1919 gegen Kollaborateure der Gazette geführt wurde, Arbeiter der Druckerei aus, sie seien von Schnitzer geschlagen und zur Arbeit genötigt worden.
Die Gazette des Ardennes, die Schnitzer während fast des gesamten Ersten Weltkriegs leitete, spielte in der deutschen Propaganda eine wesentliche Rolle. Ausweislich seiner publizierten Tagebücher traf Schnitzer öfters mit dem deutschen Kaiser, dem deutschen Kronprinzen sowie führenden Militärs, Politikern und deutschen Chefredakteuren sowie den ausländischen Militärattachés in Deutschland sowie ausländischen Delegationen zusammen. So berichtet Schnitzer von Gesprächen mit dem Kaiser und dem Kronprinzen. Neben der Arbeit für die Zeitung verfasste Schnitzer Propaganda-Flugblätter, kümmerte sich um die Versorgung der Bevölkerung des besetzten Belgiens durch amerikanische Hilfsorganisationen und erfüllte daneben geheimdienstliche Aufgaben, die er im Tagebuch nur andeutet. Hierbei ging es vor allem um Zensur, aber auch Spionageabwehr und die Analyse von Agentenberichten. Vom Juni bis Oktober 1917 wurde Schnitzer auf eigenen Wunsch als Schwadronsführer der 2. Schwadron des Jäger-Regimentes zu Pferde Nr. 2 an der Ostfront im Baltikum eingesetzt und er beteiligte sich wegen seiner vor Ort gewonnenen Lokalkenntnis im Jahr 1918 am Aufbau der Baltischen Illustrierten Zeitung und der Zeitung Maliit in estnischer Sprache. Zeitweise wurde ab 1915 in Deutschland sogar daran gedacht, ein Pendant zur Gazette des Ardennes in russischer Sprache herauszugeben, woran Rittmeister Schnitzer wegen seiner diesbezüglichen Erfahrungen beteiligt werden sollte. Im Jahr 1918 bereiste Rittmeister Schnitzer zwecks Einflussnahme auf die Schweizer Presse auch die Schweiz und traf hier mit dem maßgeblichen, deutschstämmigen Journalisten Hermann Stegemann zusammen. Bis wenige Monate vor Kriegsende glaubte Rittmeister Schnitzer fest an den deutschen Sieg, dann machten sich bei ihm mehr und mehr Zweifel bemerkbar. Die Ursachen der deutschen Niederlage sah er gemäß seinen Tagebüchern in den unzeitgemäßen Prärogativen des Adels und die deutschen Diplomaten hielt er zornig für die „Clique der größten Versager und hochmütigsten Vertreter und übelsten Repräsentanten Deutschlands“. Rittmeister Schnitzer war ein eifriger und begeisterter Reiter und als Kavallerieoffizier ausweislich seiner Tagebücher Vertreter eines ritterlichen Offizierstyps. Er hatte eine umgängliche und kameradschaftliche Art an sich und besaß daher einen ausgedehnten Bekanntenkreis unter Militärs, Funktionären bei Hofe, Beamten, Künstlern, Schriftstellern und Journalisten.